# 생태계와 생물 다양성의 경제학
생태계와 생물 다양성의 경제학(Economics of Ecosystems and Biodiversity, TEEB)은 2007년부터 2011년까지 파반 수크데브가 주도한 연구이다. 이는 생물 다양성의 전 세계 경제적 이점에 관심을 끌기 위한 국제 이니셔티브이다. 목적은 생물다양성 감소와 생태계 파괴로 인한 비용 증가를 강조하고 과학, 경제, 정책 분야의 전문 지식을 모아 실질적인 조치를 취하는 것이다. TEEB는 5가지 결과물(D0: 과학 및 경제적 기반, 정책 비용 및 비활동 비용, D1: 국내 및 국제 정책 입안자를 위한 정책 기회, D2: 지역 관리자를 위한 의사결정 지원, D3: 비즈니스 위험, 기회 및 지표, D4: 시민 및 소비자 소유권)을 통해 조치의 시급성을 평가, 전달 및 주류화하는 것을 목표로 한다.
본 연구의 동기 중 하나는 자연자본회계에 대한 객관적인 글로벌 표준 기반을 구축하는 것이었다. 추정치는 생물다양성과 생태계 손상 비용이 2050년까지 전 세계 경제 생산량의 18%를 차지할 것으로 예상하고 현재 미화 2조 달러 이상(트루코스트/Trucost에 따르면 최대 3000개 기업의 경우)이며 일부 추정치는 연간 미화 6조 달러에 달한다. 특히 세계은행은 생물다양성 비용과 기후 피해를 국가 계정에 포함시키려는 최근 노력을 주도해 왔다.
후원자들은 TEEB를 "생물 다양성의 세계적 경제적 이익에 대한 관심을 끌고, 생물 다양성 손실과 생태계 파괴로 인해 증가하는 비용을 강조하며, 과학, 경제 및 정책 분야의 전문 지식을 모아 이를 가능하게 하는 주요 국제 이니셔티브"라고 선언했다. 실질적인 조치를 취해나갈 것이다. 2010년 10월에는 "자연경제학의 주류화: TEEB의 접근법, 결론 및 권장사항의 종합"이라는 보고서를 발표하고 그 결과를 일반 대중에게 전달하기 위해 자연자본은행(Bank of Natural Capital)을 출범시켰다.

## 같이 보기
- 밀레니엄 생태계 평가